# Мы — парни из Ламбета
«Мы — парни из Ламбета» (англ. We Are the Lambeth Boys) — короткометражный документальный фильм режиссёра Карела Рейша, вошедший в программу последнего показа работ движения «Свободное кино». В 1960 году лента номинировалась на премию BAFTA за лучший документальный фильм.

## Сюжет
Фильм рассказывает о молодёжном клубе в Ламбете и его завсегдатаях. Днём парни и девушки учатся в школе или работают (в мясной лавке, швейной мастерской, пекарне, на почте), а вечером собираются в клубе, чтобы провести несколько часов вместе, пообщаться, поспорить на «горячие» темы или потанцевать. Особенно насыщенными бывают вечера в конце недели — в пятницу и субботу.

## О фильме
Фильм снимался в течение шести недель летом 1958 года в клубе Alford House в Южном Лондоне. Он во многом схож с работой Линдсея Андерсона «Каждый день, кроме Рождества»: обе картины спонсировались компанией Ford, исповедуют общие эстетические принципы, содержат закадровый комментарий и в позитивном ключе показывают повседневную жизнь людей из рабочего класса. По мнению известного социолога Ричарда Хоггарта, фильм преуспел в показе «силы и многообразия жизнеспособности этих молодых людей, их живого, терпимого и сложного чувства общности».